# Emil Zuckerkandl

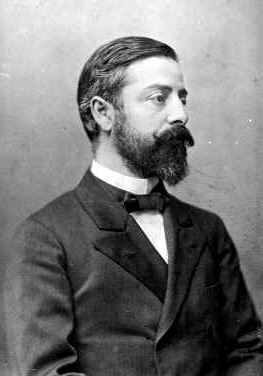
Emil Zuckerkandl

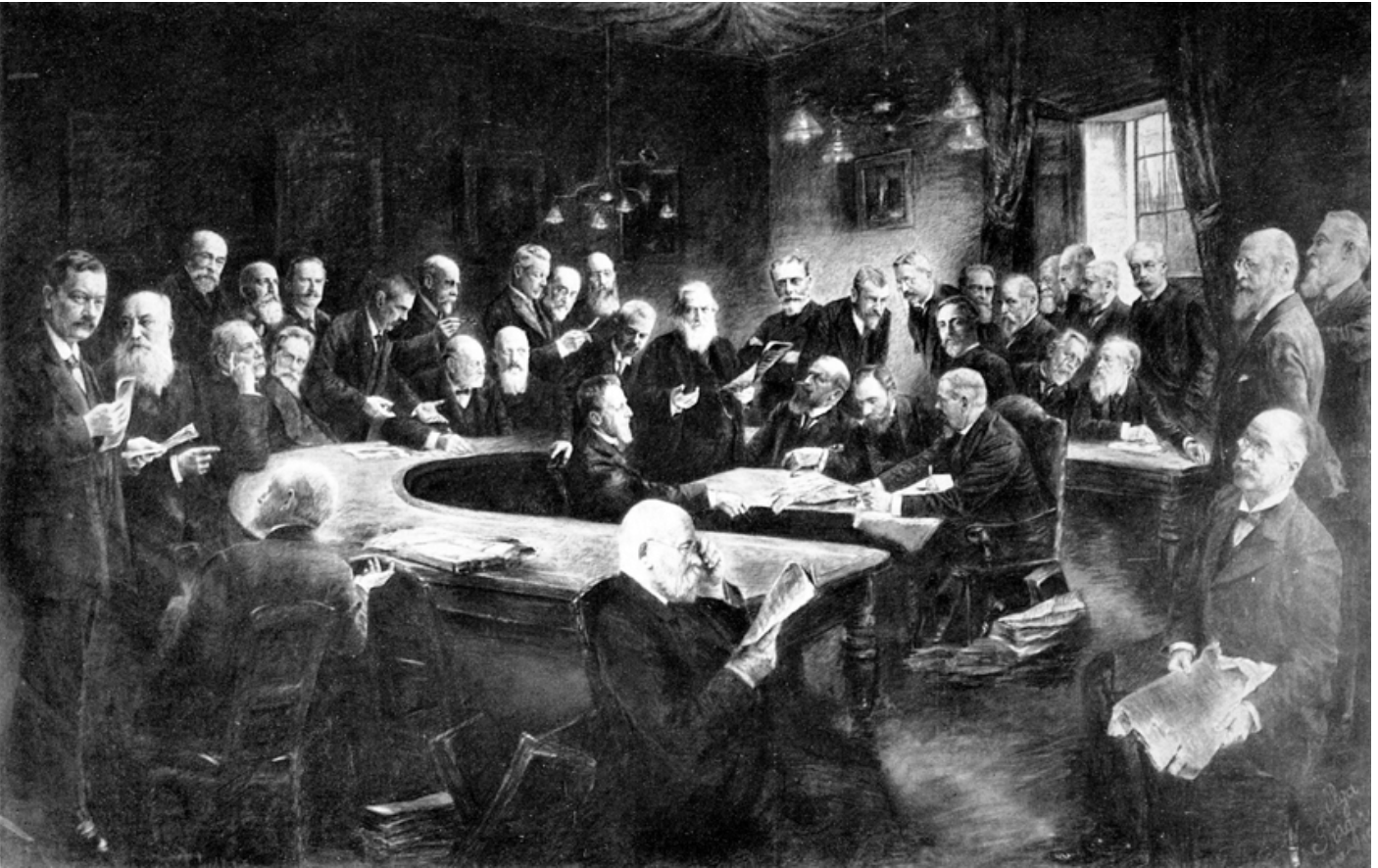
Das Professorenkollegium der medizinischen Universität Wien, Kreidezeichnung von Olga Prager, Wien 1908–1910. Im Dekanatszimmer der medizinischen Fakultät der Universität Wien. Edmund von Neusser, Siegmund Exner-Ewarten, Isidor Schnabel, Ferdinand Hochstetter, Alfons Edler von Rosthorn, Anton Weichselbaum, Leopold Schrötter von Kristelli, Heinrich Obersteiner, Julius Wagner-Jauregg, Viktor von Ebner-Rofenstein, Carl Toldt, Gustav Riehl, Ottokar von Chiari, Anton von Frisch, Ernst Fuchs, Anton Freiherr von Eiselberg, Hans Horst Meyer, Ernst Ludwig, Rudolf Chrobak, Theodor Escherich, Alexander Kolisko, Julius von Hochenegg, Arthur Schattenfroh, Carl von Noorden, Emil Zuckerkandl, Richard Paltauf, Gustav Gärtner, Leopold Oser, Josef Moeller, Alois Monti, Julius Mauthner, Viktor Urbantschitsch, August Leopold von Reuss, Adolf von Strümpell, Ernest Finger, Adolf Lorenz, Friedrich Schauta

Emil Zuckerkandl (* 1. September 1849 in Győr; † 28. Mai 1910 in Wien) war ein österreichisch-ungarischer Anatom und physischer Anthropologe. Nach ihm sind das Zuckerkandl-Organ und die Zuckerkandl-Faszie (Bindegewebshülle der Niere) und auch die retrotrachealen Schilddrüsenanteile, das Zuckerkandl’sche Tuberculum benannt.

## Leben

### Ausbildung und Beruf

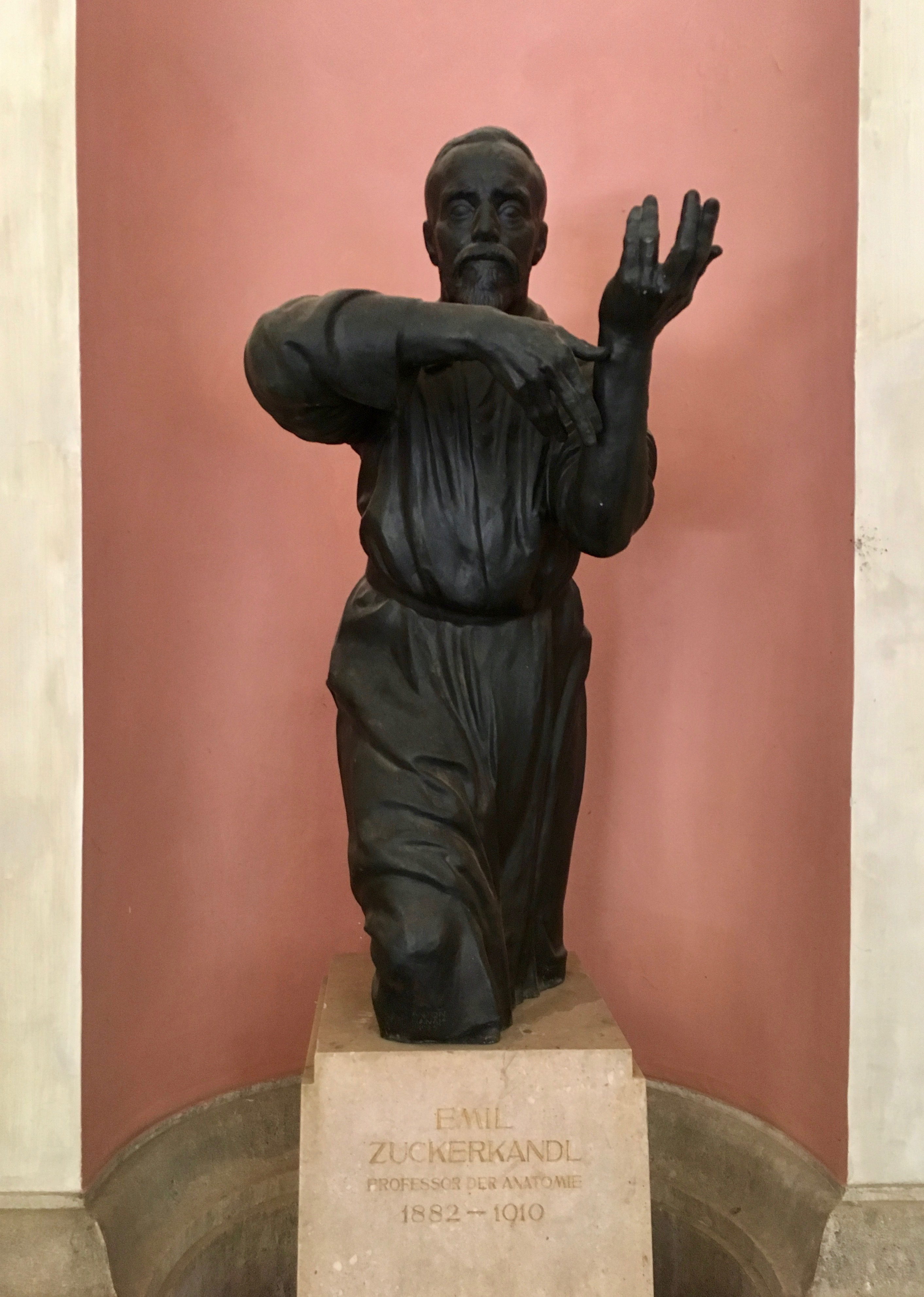
Anton Hanak: Emil Zuckerkandl, Arkadenhof der Universität Wien

Er wuchs in einer jüdischen Familie in Győr, Ungarn, auf. Sein Vater Leon Zuckerkandl (1819–1899) stammte aus dem Dorf Bądy in Masuren. Seine Mutter Eleonore (1828–1900) war eine geborene König. Emil Zuckerkandl studierte ab 1867 an der Universität Wien, u. a. bei Josef von Škoda und wurde 1870 auf Empfehlung seines Lehrers Joseph Hyrtl Prosektor im Athenäum in Amsterdam. Ab 1873 arbeitete er in Wien als Assistent an der pathologisch-anatomischen Anstalt unter Carl von Rokitansky und Demonstrator bei Josef Hyrtl. 1874 wurde er in Wien zum Dr. med. promoviert. Am 1. Oktober 1874 wurde Zuckerkandl Assistent beim Anatomen Carl Langer, wobei er sich bei seiner Forschungsarbeit ein großes und bald auch allgemein anerkanntes Wissen aneignete, weshalb er 1880 ohne Habilitation zum außerordentlichen Professor für Anatomie an der Universität Wien ernannt wurde. Zu diesem Zeitpunkt hatte er bereits 58 wissenschaftliche Arbeiten veröffentlicht.

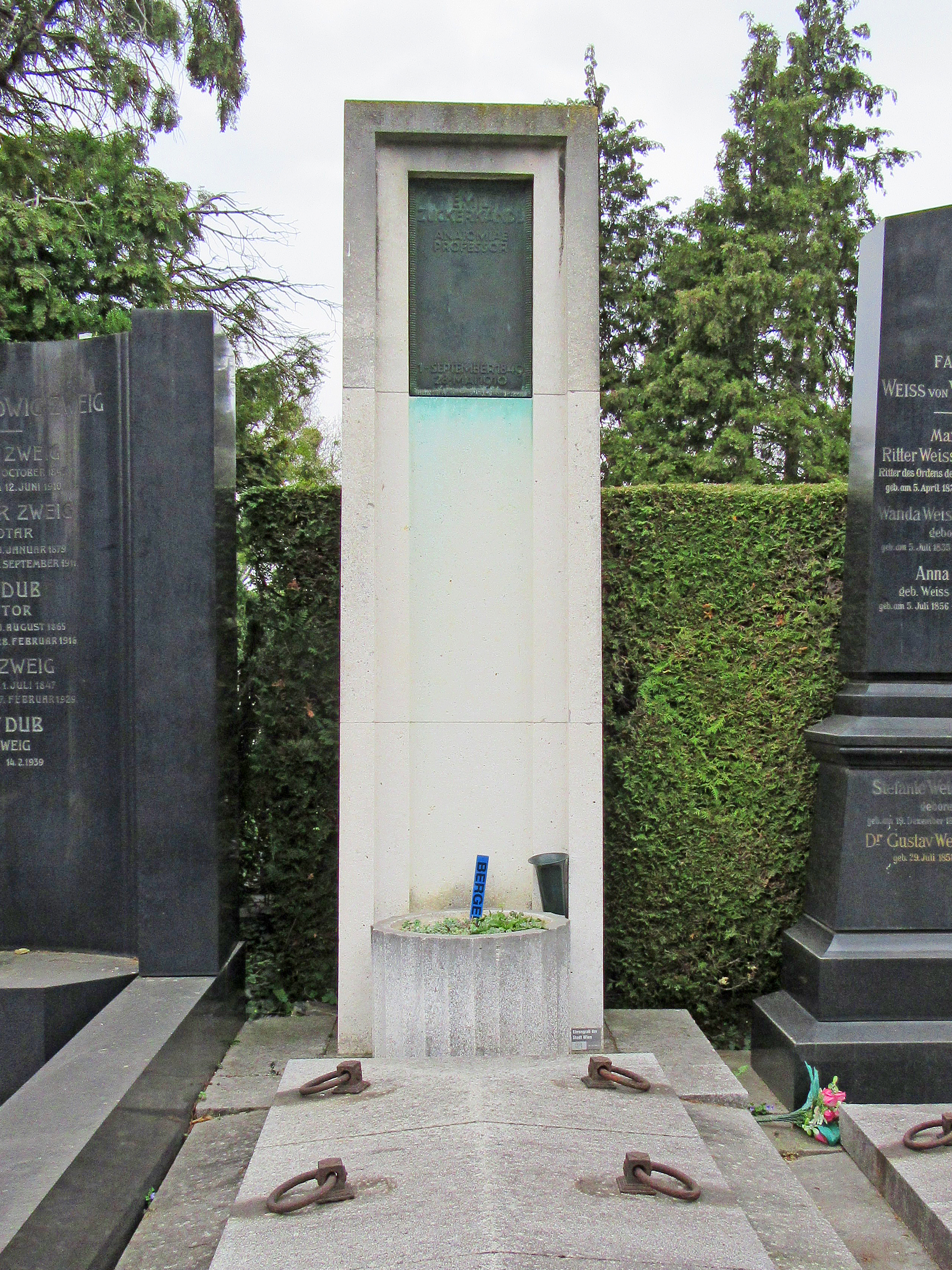
Grab von Emil Zuckerkandl auf dem Döblinger Friedhof

Ab 1882 lehrte er dieses Fach an der Universität Graz als ordentlicher Professor, ab 1888 dann auch in Wien, wo er das damals modern ausgestattete Anatomische Institut Wien leitete und nach Langers Tod auch den Lehrstuhl übernahm.
Zuckerkandl galt als ausgezeichneter Beobachter, der sich mit fast allen Gebieten der Anatomie beschäftigte und sein Fachwissen vor allem an klinischen Erfordernissen ausrichtete. Bekannt wurde er insbesondere mit seinen 1877 veröffentlichten Forschungen zur Schädelkunde und sein 1890–1900 erschienenes mehrbändiges Hauptwerk „Atlas der topographischen Anatomie des Menschen“.
Zu seinen Schülern zählt Julius Tandler, der ab 1907 die Vorlesungen von seinem aufgrund eines Herzleidens geschwächten Lehrers übernahm.

### Privates
Emil Zuckerkandl war seit 1886 mit der einflussreichen Schriftstellerin und Journalistin Berta Zuckerkandl-Szeps, Tochter des Zeitungsherausgebers und studierten Mediziners Moriz Szeps, verheiratet. Sie überlebte ihn 35 Jahre.
Seine jüngeren Brüder hatten ebenfalls herausragende Stellungen: Victor (1851–1927) war Generaldirektor in der Oberschlesischen Eisen-Industrie Gleiwitz, Robert (1856–1926) war Jurist und Hochschullehrer in Prag und Otto (1861–1921) war ebenfalls Mediziner und Hochschullehrer in Wien.
Zuckerkandl ruht in einem von Josef Hoffmann entworfenen, ehrenhalber gewidmeten Grab auf dem Döblinger Friedhof (Israelitische Abteilung Gruppe 1, Reihe 2, Gruft 11) in Wien.

## Auszeichnungen
- 1888: Wahl in die Leopoldina
- 1898: Ernennung zum wirklichen Mitglied der Österreichischen Akademie der Wissenschaften
- 1914: Enthüllung eines Denkmals am Anatomischen Institut (28. Mai)
- Im Arkadenhof der Wiener Universität – der Ruhmeshalle der Universität – steht seit 1924 eine Büste Osers, geschaffen von Anton Hanak. Im Rahmen von „Säuberungen“ durch die Nationalsozialisten Anfang November 1938 wurden zehn Skulpturen jüdischer oder vermeintlich jüdischer Professoren im Arkadenhof im Zusammenhang der „Langemarck-Feier“ umgestürzt oder mit Farbe beschmiert. Bereits zu diesem Zeitpunkt hatte der kommissarische Rektor Fritz Knoll eine Überprüfung der Arkadenhof-Plastiken veranlasst; auf seine Weisung hin wurden fünfzehn Monumente entfernt und in ein Depot gelagert, darunter diejenige von Emil Zuckerkandl.[5] Nach Kriegsende wurden im Jahr 1947 alle beschädigten und entfernten Denkmäler wieder im Arkadenhof aufgestellt.
- 1925: Benennung der Zuckerkandlgasse in Wien-Pötzleinsdorf (1925–1938 sowie ab 1947.)

## Werke (Auswahl)
- Cranien der Novara-Sammlung. In: Reise der österreichischen Fregatte Novara um die Erde. Anthropologischer Theil. Gerold, Wien 1875.
- Zur Morphologie des Gesichtschädels. Stuttgart 1877.
- Normale und Pathologische Anatomie der Nasenhöhle und ihrer pneumatischen Anhänge. Braumüller, Wien 1882–1892.
- Atlas der topographischen Anatomie des Menschen. Braumüller, Wien 1890–1900. Ausgabe 1904 – Internet Archive